# Dar Belhouane

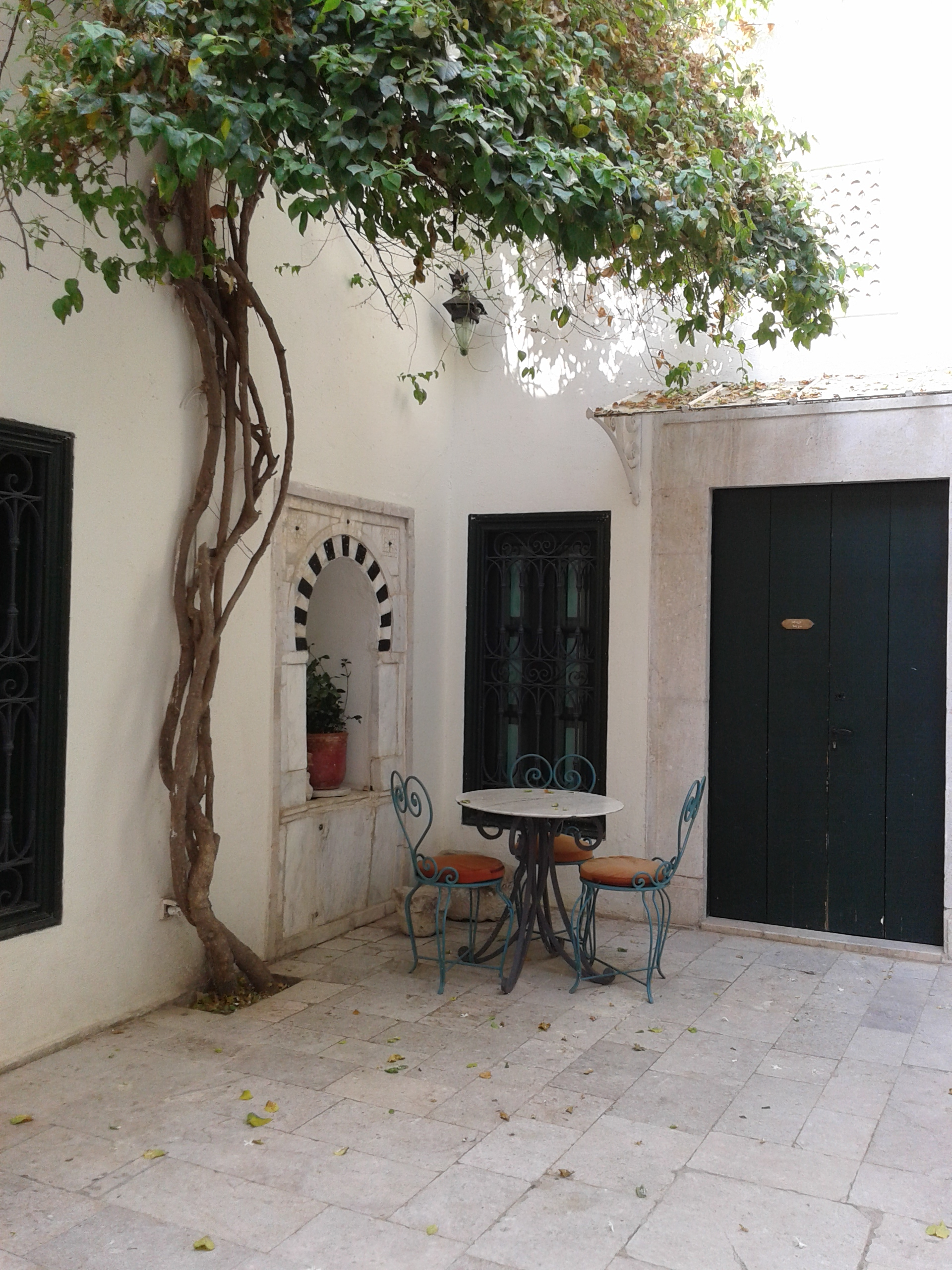
Patio de la demeure dans son état actuel.

Le Dar Belhouane est une demeure de la médina de Tunis située au numéro 64 de la rue Sidi Ben Arous. Elle abrite de nos jours un hôtel de charme.

## Histoire
L'un des membres de la famille Belhouane a exercé la fonction de dey au XVIIe siècle.
Cette demeure est transformée en hôtel de charme sous le nom de Dar El Medina, qui ouvre ses portes en 2005. Il compte actuellement douze chambres.

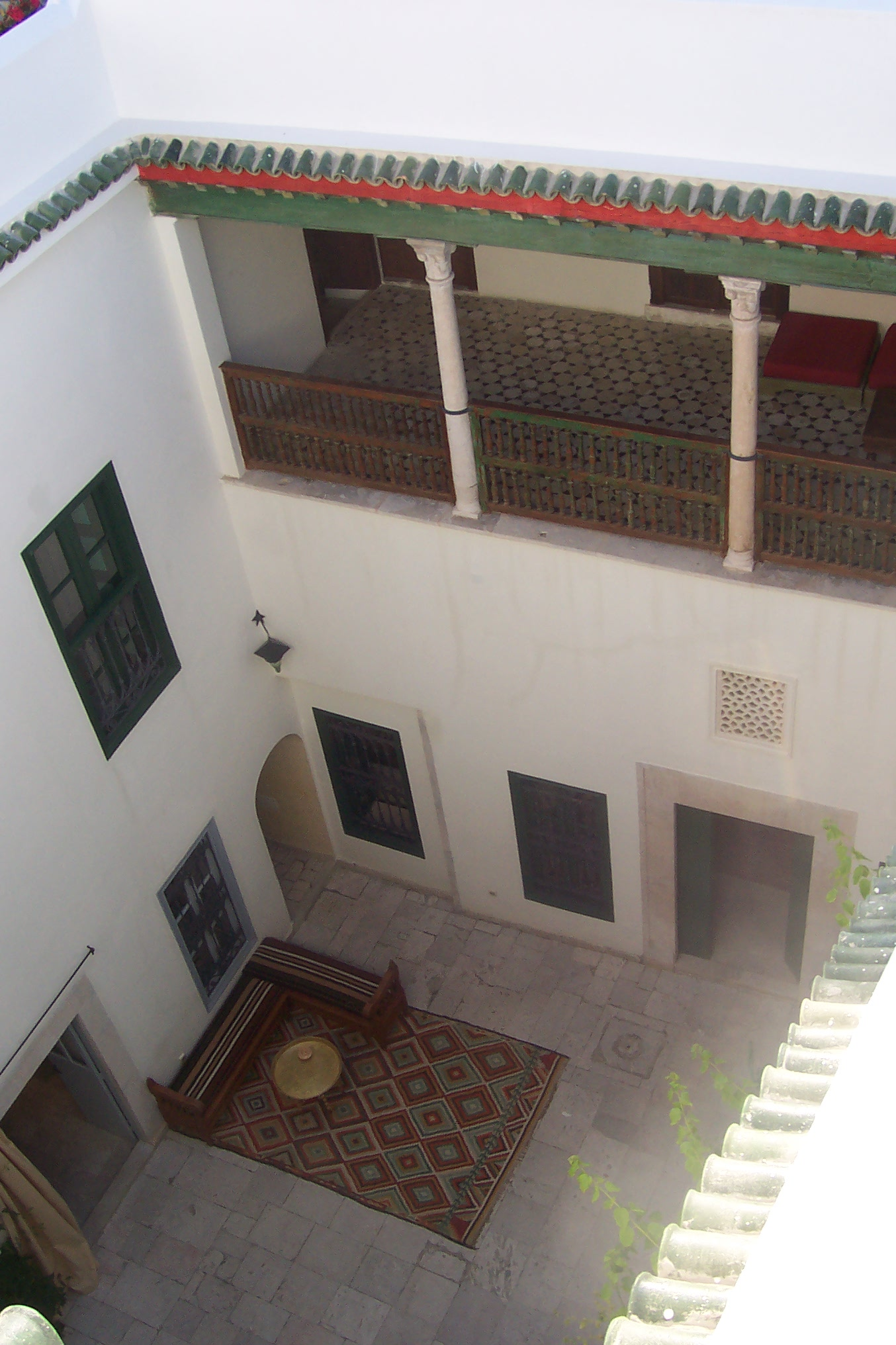
Vue du patio
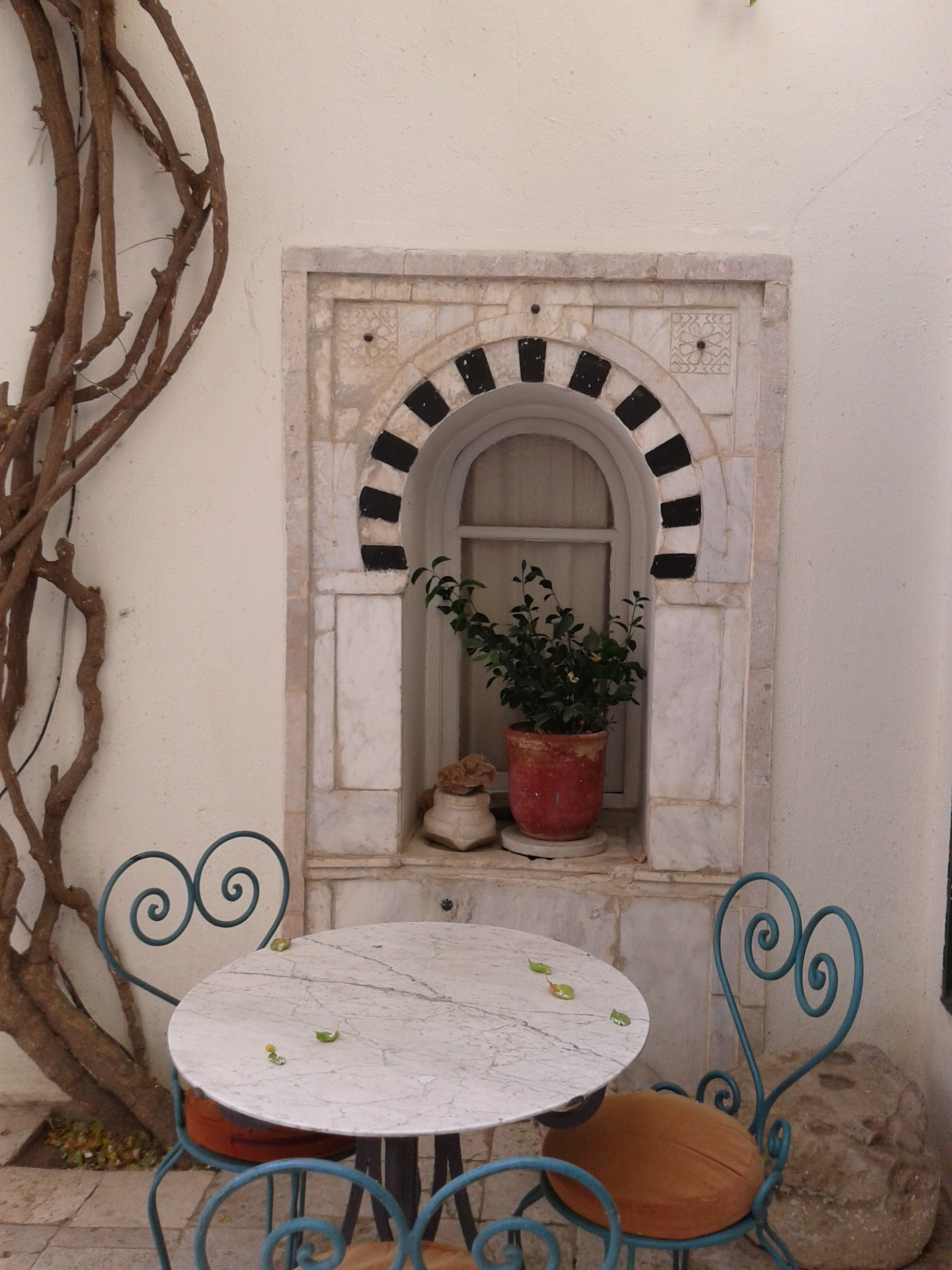
Table dans le patio.
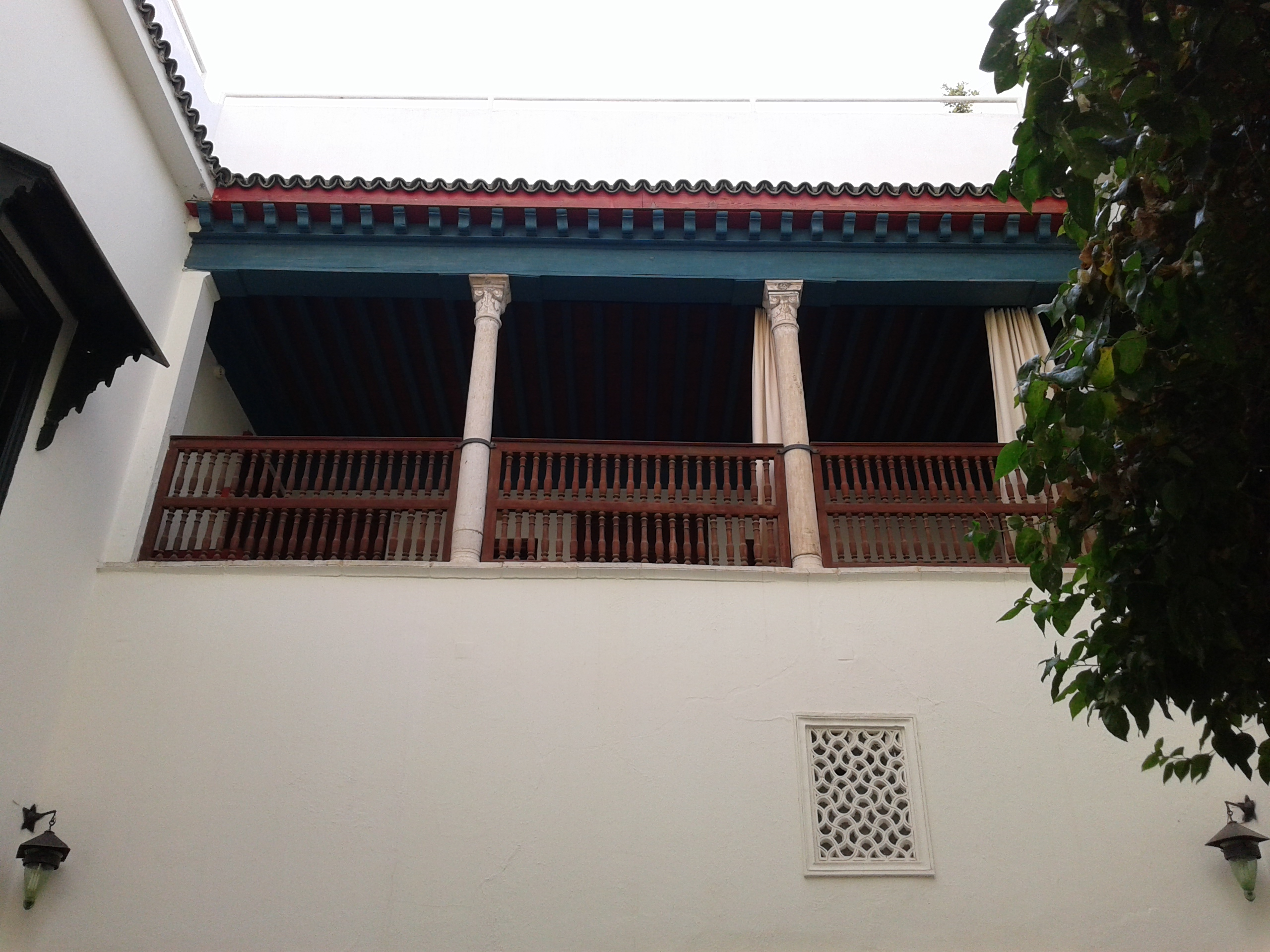
Vue de la balustrade à l'étage.